# Matematik 5
Matematik 5 är en gymnasiekurs i den svenska gymnasieskolan. Kursen omfattar 100 poäng. Kursen kom till efter införandet av läroplanen Gy11 och bygger på matematik 4. Kursen är inte obligatorisk på något gymnasieprogram.
Kursen betygsätts med betygsskalan A-F där A är det högsta betyget, E är det lägsta godkända betyget och F motsvarar icke godkänt.
Kursen innehåller bland annat: differentialekvationer, mängdlära, sannolikhet, permutationer, kombinationer, talföljder och rekursiva talföljder, induktionsbevis.